# Favolaschia manipularis

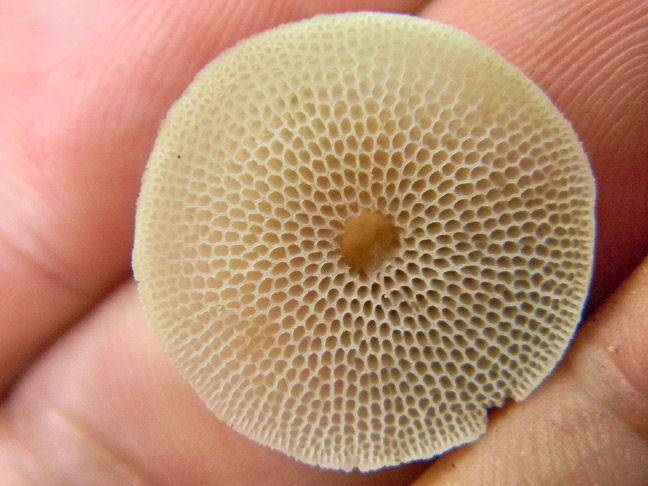
Hymenofor złożony z wielu dużych kubkowatych porów

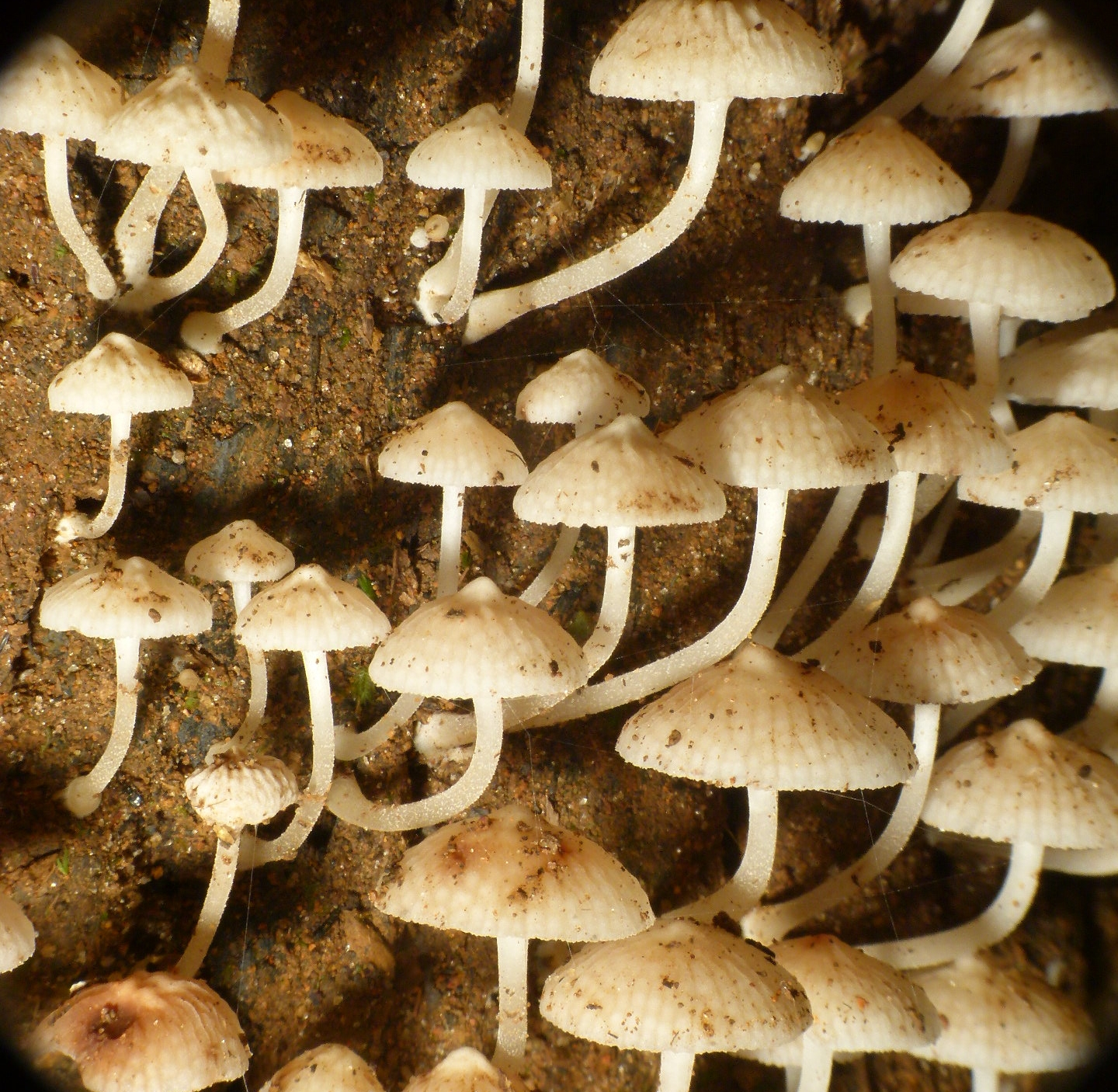
Owocniki

Favolaschia manipularis (Berk.) Teng – gatunek grzybów z rodziny grzybówkowatych (Mycenaceae). Grzybnia i owocniki są bioluminescencyjne. Światło jest wywoływane przez zależną od tlenu reakcję chemiczną między lucyferyną (katalizatorem), lucyferazą (enzymem), ATP (adenozyno-5′-trifosforan).

## Systematyka i nazewnictwo
Pozycja w klasyfikacji według Index Fungorum: Favolaschia, Mycenaceae, Agaricales, Agaricomycetidae, Agaricomycetes, Agaricomycotina, Basidiomycota, Fungi.
Takson ten zdiagnozował w roku 1854 Miles Joseph Berkeley nadając nazwę Favolus manipularis. Obecną, uznaną przez Index Fungorum nadał mu w roku 1963 Deng Shuqun.
Synonimy naukowe:
- Favolus manipularis Berk. 1854
- Filoboletus manipularis (Berk.) Singer 1945
- Laschia caespitosa var. manipularis (Berk.) Sacc. 1888
- Laschia manipularis (Berk.) Sacc. 1888
- Mycena manipularis (Berk.) Sacc. 1887
- Mycena manipularis var. micropora A. Kawam. ex Corner [jako 'microporus'] 1954
- Polyporus microsporus Kawam. 1942
- Poromycena manipularis (Berk.) R. Heim 1945

## Morfologia
Kapelusz
Średnica 3–30 mm, kształt stożkowato-dzwonkowaty, skórka gładka, prześwitująca przez kubkowate pory hymenoforu, barwy bladokremowobrązowej. Zapach nie jest wyraźny.
Miąższ
Miąższ cienki, w kolorze skórki, higroskopijny.
Hymenofor
Złożony z kubkowatych porów o średnicy około 1 mm i do 3 mm głębokich, przylegających do trzonu, raczej jaśniejszy niż kapelusz.
Trzon
Równy lub lekko zwężający się ku górze, o rozmiarach 20–65 × 0,5–3 mm, centralny, gładki, pusty, o barwie białej do kości słoniowej, bladobrązowy w pobliżu podstawy, pokryty bardzo drobnymi łuskami.
Cechy mikroskopowe
Podstawki 4–zarodnikowe, o rozmiarach 16–18 × 6–8 μm, wąsko maczugowate, ze sprzążkami, ze sterygmami o długości do 6 μm. Zarodniki elipsoidalne, gładkie, amyloidalne o rozmiarach 6–8 × 4–4,5 μm. Wysyp zarodników biały. Cheilocystydy mają rozmiar 51–75 × 7–13 μm, jałowe na krawędziach porów, języczkowate, subcylindryczne lub prawie maczugowate, przeważnie z uchyłkami lub nieregularnie rozgałęzione na wierzchołku, pojedyncze języczkowate z mniej lub bardziej rozwiniętą szyjką. Strzępki włoskowate o średnicy 5–16 μm, ze sprzążkami i uchyłkami na końcu. Pileocystydy o rozmiarach 25–34 × 8–11 μm, obfite, o nieregularnym kształcie, butelkowate do prawie maczugowatych, z naroślami. Strzępki warstwy zewnętrznej trzonu o szerokości 3–8 μm, ze sprzążkami i uchyłkami na końcu.

## Występowanie i siedlisko
Zwykle rośnie w kępach. Występuje w Australazji, Malezji i na wyspach Pacyfiku, ale także w Indiach, Indonezji, Japonii, Kolumbii, Madagaskarze, Sri Lance i Wenezueli.
Saprotrof. Występuje zwykle na martwym lub rozkładającym się drewnie, od maja do sierpnia. Ten tropikalny gatunek posiada zdolność adaptacji, tak do wysokich (35 °C), jak i niskich (5 °C) temperatur.